# Taraxacum exsertiforme
Taraxacum exsertiforme — вид квіткових рослин з родини айстрових (Asteraceae). Вид зростає в Європі: Нідерланди, Німеччина, Польща, Чехія; інтродукований до Великої Британії та Ірландії; це багаторічна рослина помірних біомів.

## Середовище
Населяє сади, узлісся, пустирі.

## Морфологічна характеристика
T. exsertiforme має вузькі, темно-зелені, досить блискучі листки з крилатими черешками, білі на зовнішніх і яскраво-рожеві на внутрішніх листках. Бічні частки листя короткі і зазвичай від простих до спрямованих вперед, часто увігнуті під кутом на дистальних краях. Кінцеві частки листя невеликі, однакові, як правило, мають округлі бокові відділи. Пилок відсутній.